# Cenad
Cenad (Hongaars: Csanád of Németcsanád, Duits: Tschanad) is een gemeente in het Roemeense district Timiș en ligt in de regio Banaat in het westen van Roemenië. De gemeente telt 4324 inwoners (2005).

## Geografie
De oppervlakte van Cenad bedraagt 84,91 km², de bevolkingsdichtheid is 51 inwoners per km².
De gemeente bestaat uit het volgende dorp: Cenad. Tussen Cenad en het Hongaarse Magyarcsanád ligt de rivier de Maros (Roemeens: Mureș), tussen beide plaatsen lag een spoorlijn en een spoorbrug. In 1919 (toen Roemenië het gebied ten zuiden van de rivier in handen kreeg) werd de brug opgeblazen en het spoorverkeer gestaakt. Tegenwoordig zijn de pilaren van de brug nog te zien.

## Geschiedenis
De historische Hongaarse en Duitse namen zijn respectievelijk Csanád, Németcsanád, Ócsanád, Marosvár of Nag en Tschanad, Gross-Tschanad, Alttschanad of Maroschburg.
Er was sprake van twee nabijgelegen kernen aan weerszijden van de rivier de Mures die ter onderscheiding Duits(Német) en Hongaars(Magyar) Cenad werden genoemd. Het Hongaarse Cenad, Magyarcsanád ligt direct ten noorden over de landsgrens met Hongarije.
De plaats werd al in de bronstijd bewoond, in het jaar 1111 werd het als Chonadiensis voor het eerst in een geschrift vermeld. De burcht bij de plaats (Marosvár) werd gesticht door Ajtony (een oud-Hongaars stamhoofd) en later overgenomen door opperbevelhebber Csanád. Sindsdien is de naam van de burcht Csanád en werd het gehele gebied van daaruit bestuurd en er ook naar genoemd Comitaat  Csanád. Vanaf 1030 was de plaats ook de zetel van een bisschop. De eerste bisschop was Szent Gellért (Sint Gerardus of; Gerard Sagredo). Hij is de beschermheilige van Hongarije geworden. 
In 1241 werd de burcht en de plaats verwoest door de binnenvallende Mongolen. In 1514 namen de troepen van legerleider György Dózsa de plaats in en in 1526 kwam het in de plaats tot een opstand van de Servische bevolking (die hier was toegelaten door de Hongaarse Koning) die werd neergeslagen door de Hongaarse legerleider László Csáky. In 1598 viel het gebied in handen van de Ottomaanse Turken. Csanád werd de hoofdplaats van een Turkse Sandjak (bestuurlijke eenheid).
In 1763 werd het dan door de Habsburgers bevrijde plaatsje weer de zetel van de Domkapitel. Vanaf 1745 wordt de stad herbevolkt door Duitse kolonisten uit het Rijnland en het Sauerland. In de 18e eeuw werd het bisdom Csanád verplaatst naar de Hongaarse stad Szeged en weer later naar Temesvár.
Het huidige Hongaarse Rooms Katholieke Bisdom Szeged-Csanád is de rechtsopvolger van het eeuwenoude bisdom. 
Tot het uiteenvallen van Oostenrijk-Hongarije in 1920 behoorde de plaats tot het Comitaat Torontál, het was deel van het district Nagyszentmiklós. Sindsdien is het onder de naam Cenad onderdeel van Roemenië. De naam Csanád is in Hongarije weer in gebruik genomen als bestuurlijke eenheid sinds de hernoeming van het comitaat Csongrád op 4 juni 2020 naar Csongrád-Csanád. Dit op de symbolische datum dat het Verdrag van Trianon een einde maakte aan het historische Hongarije.

## Demografie
Van de 4263 inwoners in 2002 zijn 2812 Roemenen, 677 Hongaren, 48 Duitsers, 371 Roma's en 355 van andere etnische groepen.
In 2011 vormen de Roemenen met 63,39% de meerderheid van de bevolking, de Hongaren vormen met 12,36% de belangrijkste minderheid.
Onderstaande figuur toont het verloop van het inwoneraantal vanaf 1880.

## Politiek
De burgemeester van Cenad is Nicolae Crăciun (PD).

Onderstaande staafgrafiek toont de uitslagen van de gemeenteraadsverkiezingen van 6 juni 2004, naar stemmen per partij. 
Balinț · Banloc · Bara · Bârna · Beba Veche · Becicherecu Mic · Belinț · Bethausen · Biled · Birda · Bogda · Boldur · Brestovăț · Cărpiniș · Cenad · Cenei · Checea · Chevereșu Mare · Comloșu Mare · Coșteiu · Criciova · Curtea · Darova · Denta · Dudeștii Noi · Dudeștii Vechi · Dumbrava · Dumbrăvița · Fibiș · Fârdea · Foeni · Gavojdia · Ghilad · Ghiroda · Ghizela · Giarmata · Giera · Giroc · Giulvăz · Gottlob · Iecea Mare · Jamu Mare · Jebel · Lenauheim · Liebling · Lovrin · Margina · Mașloc · Mănăștiur · Moravița · Moșnița Nouă · Nădrag · Nițchidorf · Ohaba Lungă · Orțișoara · Parța · Pădureni · Peciu Nou · Periam · Pietroasa · Pișchia · Racovița · Remetea Mare · Sacoșu Turcesc · Saravale · Satchinez · Săcălaz · Secaș · Sânandrei · Sânmihaiu Român · Sânpetru Mare · Șag · Şandra · Știuca · Teremia Mare · Tomești · Tomnatic · Topolovățu Mare · Tormac · Traian Vuia · Uivar · Valcani · Variaș · Victor Vlad Delamarina · Voiteg